# 管理運営事項
管理運営事項（かんりうんえいじこう）とは、国・地方公共団体の機関がその職務、権限として行う事務の処理に関する事項であって、法令等に基づき、当該機関が自らの判断と責任において処理すべき事項であるとされる。具体的には、行政の企画、立案及び執行に関することや予算編成に関すること等である。

## 概要
国家公務員法では、「当局は、登録された職員団体から、職員の給与、勤務時間その他の勤務条件に関し、及びこれに附帯して、社交的又は厚生的活動を含む適法な活動に係る事項に関し、適法な交渉の申入れがあつた場合においては、その申入れに応ずべき地位に立つものとする。」（第108条の5第1項）とされているが、「国の事務の管理及び運営に関する事項は、交渉の対象とすることができない。」（第108条の5第3項）とされている。
地方公務員法でも同様であり、「地方公共団体の当局は、登録を受けた職員団体から、職員の給与、勤務時間その他の勤務条件に関し、及びこれに附帯して、社交的又は厚生的活動を含む適法な活動に係る事項に関し、適法な交渉の申入れがあつた場合においては、その申入れに応ずべき地位に立つものとする。」（第55条）とされているが、「地方公共団体の事務の管理及び運営に関する事項は、交渉の対象とすることができない。」（第55条第3項）とされており、一般職の公務員については国・地方を問わず、職員団体の交渉事項は制限されている。
職員団体が「労働条件」であると主張しても、交渉の相手方の各省庁や地方公共団体が「管理運営事項」を振りかざして交渉を拒否するケースも散見される。

## 管理運営主体
きまざまな計画活動やプロジェクト等の完了後に、それらを管理（管轄し、維持や保守をすること）運営（組織を動かし、機能するようにすること）する主体（組織の中心となるもの）のことで、港湾では、日本で第2次世界大戦後に占領軍が港湾の管理運営主体の民主化を狙いにポートオーソリティ制度の導入を勧めたことがある。
すべてのプロジェクトにおいて、管理、運営がうまくいくことによってはじめて、それらが良好な状態を保ち就けることが可能となることから、その主体の役割は非常に大きい。